# Водорослевый мат

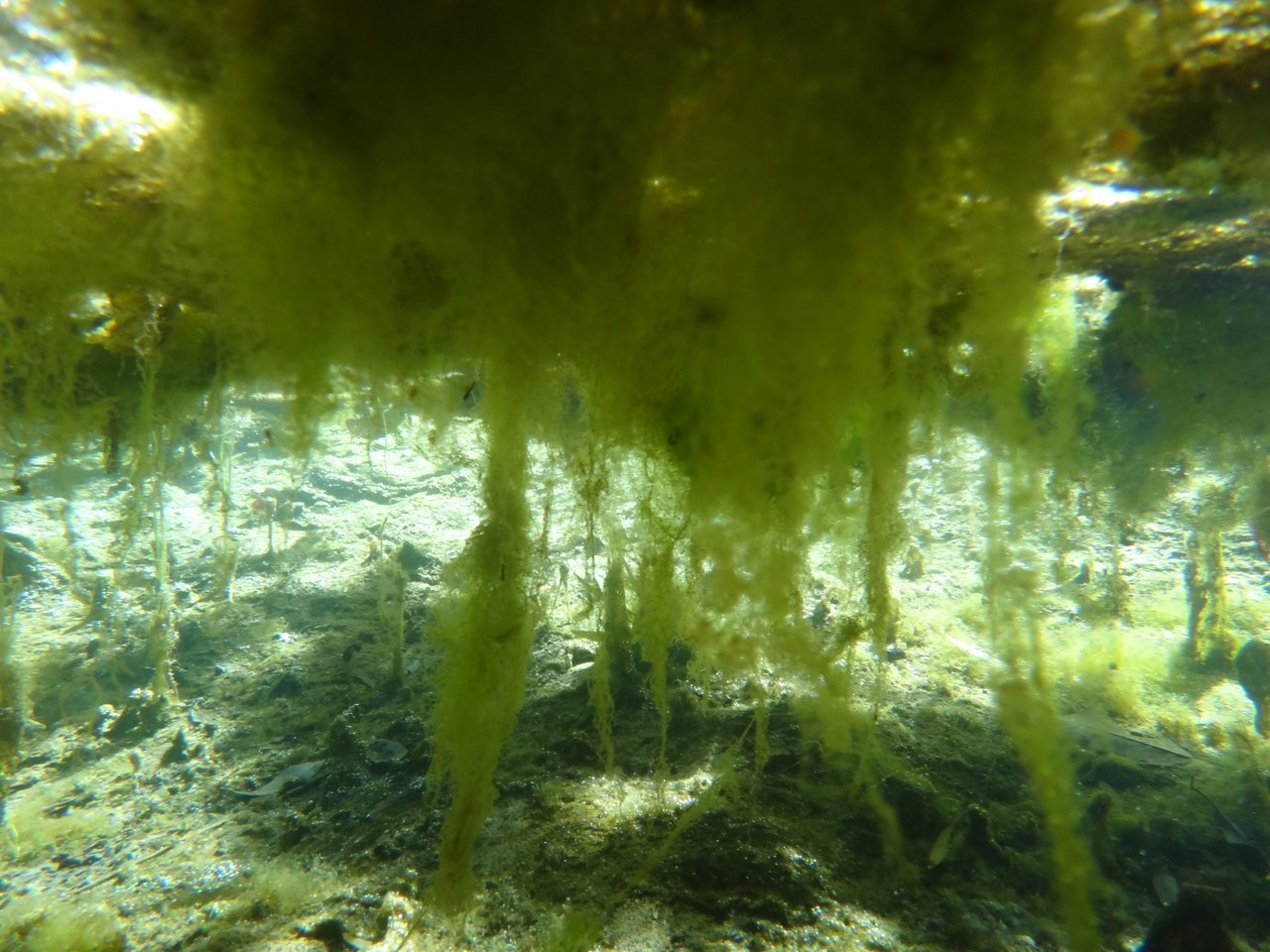
Под плавающим водорослевым матом

Водорослевые маты — одна из многих разновидностей микробного мата, которая образуется на поверхности воды или камней. Обычно они состоят из сине-зелёных цианобактерий и осадков. Формирование происходит, когда чередующиеся слои сине-зелёных бактерий и отложений откладываются или растут на месте, создавая тёмные слои. Строматолиты являются яркими примерами остатков жизнедеятельности водорослевых матов. Водорослевые маты сыграли важную роль в Великой кислородной катастрофе на Земле около 2,3 миллиарда лет назад. Водорослевые маты могут стать серьёзной экологической проблемой, если они становятся настолько обширными или толстыми, что нарушают жизнь других подводных морских обитателей, блокируя солнечный свет или производя токсичные химические вещества.

## Цианобактерии, образующие водорослевые маты
Цианобактерии, обнаруженные в осадочных породах, указывают на то, что бактериальная жизнь зародилась на Земле в докембрийский период. Окаменелые цианобактерии обычно встречаются в породах, относящихся к мезопротерозою. Цианобактерии по своей природе являются фотоавтотрофами; они превращают углекислый газ и солнечный свет в пищу и энергию посредством фотосинтеза. Некоторые виды также способны фиксировать атмосферный азот и преобразовывать его в биологически пригодную форму нитратов или нитритов. Это дает им конкурентное преимущество перед другими организмами, которые могут быть ограничены нехваткой биологически доступного азота. Колонии цианобактерий содержат два типа клеток: обычные клетки с хлорофиллом, осуществляющие фотосинтез, и гетероцисты, фиксирующие азот. Эти гетероцисты имеют толстые стенки и лишены хлорофилла, что ограничивает их подверженность действию кислорода, присутствие которого ингибирует фиксацию азота. По той же причине фиксация также может быть ограничена ночным временем, когда прекращаются светозависимые реакции фотосинтеза, сводя к минимуму производство кислорода.

## Строматолиты
Строматолиты представляют собой чередующиеся слои цианобактерий и отложений. На размер зёрен осадочной части строматолитов влияет среда осадконакопления. В протерозое в составе строматолитов преобладали микритовые и тонкослоистые известковые илы мощностью не более 100 мкм. Современные строматолиты характеризуются более толстыми и неравномерными пластинками из-за более крупного размера зерен. Строматолиты улавливают частицы осадка, когда частицы останавливаются в результате волнового волнения. Улавливание — это отдельный процесс, при котором нити бактерий улавливают частицу, при условии, что угол нитей все ещё находится в допустимых пределах, прежде чем зерно скатится за счет преодоления трения пленки. Длина нитей цианобактерий играет важную роль в определении размера захваченных зерен. Было отмечено, что эти бактериальные маты были отмечены геохимическими областями, такими как вулканизм и тектоника. Они предпочитают суровые условия, которые либо обеднены питательными веществами, либо имеют высокий уровень солёности. Эта устойчивость также может быть связана с автотрофным образом жизни бактерий, который позволяет им процветать в различных суровых условиях. Строматолиты можно найти в местах с различной температурой, таких как морские, лимнические и почвенные .

## Значение водорослевых матов в прошлом
Водорослевые маты состоят в основном из нитей автотрофных бактерий и мелкозернистых частиц. Эти бактерии хорошо известны образованием строматолитов. Фототрофные бактерии, такие как цианобактерии, являются эволюционными организмами, ответственными за повышенный уровень кислорода в протерозойскую эпоху. Это событие было известно как Великая кислородная катастрофа, во время которой возникли сложные эукариотические формы жизни, возможно, из-за увеличения доступности кислорода. Строматолиты того времени легко узнать по их кристаллизованным, тонкослоистым слоям и их куполообразным, столбчатым или коническим формам. Однако этого нельзя сказать о некристаллизованных строматолитах. Было высказано предположение, что отсутствие многих хорошо сохранившихся строматолитов является следствием продолжающегося диагенеза во время формирования. Диагенез — это процесс выветривания, при котором вновь отложившиеся отложения лежат поверх старого осадочного ложа, погребены и уплотнены, литифицированы и подняты на поверхность в виде осадочных пород.

## Негативное воздействие водорослевых матов
Быстрое образование водорослевых матов может привести к вредоносному цветению водорослей (ВЦВ), также известному как красные или зеленые приливы. Известно, что ВЦВ производят широкий спектр токсинов, причем часто обнаруживаются новые токсины, что делает задачу понимания этих явлений все более сложной. ВЦВ можно найти в воде, имеющей большое значение для экономики и окружающей среды; с солёностью от низкой до высокой, например, в реках и озёрах, в водохранилищах и океанах. Токсины могут просачиваться в толщу воды, откуда они могут попасть в местное водоснабжение, поражая людей и домашний скот. Токсины могут оказывать как прямое, так и косвенное воздействие на организм. Некоторые морские обитатели непосредственно восприимчивы к токсинам, вызванным ВЦВ, в то время как другие страдают от накопления токсинов в течение определённого периода времени. Этот процесс биоаккумуляции обычно затрагивает такие организмы, как фильтрующие моллюски и вторичные потребители. Было подсчитано, что ежегодно в Азии происходят тысячи случаев отравления людей токсичной водой. По оценкам, единичные случаи гибели рыбы с ВЦВ в Корее обошлись в миллионы долларов, а в Японии такие случаи привели к потерям рыбы на сумму более 300 миллионов долларов.
Более того, некоторые ВЦВ вредны для экосистемы просто из-за накопления биомассы. Такое накопление биомассы может привести к множеству негативных последствий. Во-первых, их рост и размножение могут уменьшить проникновение света в толщу воды, тем самым уменьшая пригодность среды обитания для роста подводных трав. Чрезмерно высокая биомасса также может привести к закупорке жабр рыб, что приведет к удушью. Высокое цветение биомассы также может привести к развитию «мёртвых зон», образующихся, когда водоросли начинают отмирать, а их разложение истощает содержание в воде кислорода. Мертвые зоны не могут поддерживать (аэробную) водную жизнь и несут ответственность за ежегодные потери рыбы на миллионы долларов.

## Потенциальные области применения водорослевых матов
Биотопливное сырье третьего поколения представлено как микро-, так и макроводорослями, которые обладают дополнительными преимуществами по сравнению с предыдущими поколениями. (Биотопливо первого поколения производится из съедобного сырья, такого как кукуруза, соя, сахарный тростник и рапс. Биотопливо второго поколения из отходов и специального лигноцеллюлозного сырья имеет ряд преимуществ по сравнению с биотопливом первого поколения). Морская и водная биомасса предварительно демонстрирует высокую продуктивность при минимальном использовании пахотных земель. Основные преимущества водорослей: отсутствие конкуренции с продовольственными культурами за пашню, высокие темпы роста и низкое содержание лигнина, что снижает потребность в энергоемкой предварительной обработке и совместимость с реализацией подхода биопереработки. Доказано, что макроводоросли могут в 2-20 раз превысить производственный потенциал обычных наземных энергетических культур. но экономически целесообразно, хотя они более безопасны для окружающей среды, чем ископаемое топливо.